# Gustavo Frizzoni

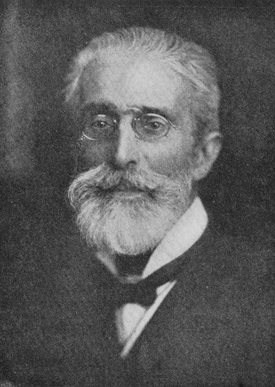

Gustavo Frizzoni, född 11 augusti 1840, död 1919, var en italiensk konsthistoriker.
Frizzoni var anställd i centralkommissionen för de sköna konsterna och verkade särskilt i Lombardiet. Som forskare var han lärjunge till Giovanni Morelli, över vars galleri i Bergamo han 1892 utgav en katalog. Han utgav flera källskrifter till Italiens konsthistoria samt Arte italiana del rinascimento (1891).